# Rotifunkia guttifera
Rotifunkia guttifera är en insektsart som beskrevs av Walker 1851. Rotifunkia guttifera ingår i släktet Rotifunkia och familjen dvärgstritar. Inga underarter finns listade i Catalogue of Life.